# Micha der Sohn Jemlas
Michajah der Sohn Jemlas מִיכָיְהוּ בֶן־יִמְלָה oder Sohn Jimlas oder Micha ben Jimla war eine biblische Person. Er wird in 1 Kön 22,8–28  und 2 Chr 18,7–27  als Prophet zur Regierungszeit Ahabs von Israel (873–853 v. Chr.) erwähnt.
Micha unterscheidet sich in seiner Aussage diametral von den offiziellen Kultpropheten, die dem König Erfolg bei einem Feldzug gegen Ramot-Gilead versprechen. Micha ist beim König unbeliebt, weil er nichts Gutes weissagt, sondern nur Böses. Er warnt den König vor einer großen Niederlage, die dann auch eintritt. Die Geschichte des Micha mit seinem Widersacher Zedekia ben Kenaana spiegelt den Widerspruch zwischen der offiziellen Heilsprophetie an den offiziellen Kultstätten und der opponierenden gesellschafts- und königskritischen Gerichtsprophetie jener Zeit. Beide Seiten berufen sich auf JHWH, aber nur eine Seite kann recht haben. Eine Seite wird vom König unterstützt, die andere unterdrückt. Die biblische Erzählung deutet die historischen Ereignisse so, dass sich am Ende zeigt, welche Seite recht hatte.